# Centro Cultural y de Congresos de Angra do Heroísmo
El Centro Cultural y de Congresos de Angra do Heroísmo (en portugués: Centro Cultural e de Congressos de Angra do Heroísmo) se localiza en MadreDeus, en el Alto das Covas, en la ciudad de Angra do Heroísmo, de la isla Terceira, una de las que conforma el Archipiélago de las Azores, en Portugal.
Considerado el mejor y más completo espacio de congresos de las Azores, la institución se destaca por su moderno edificio, erguido en el lugar de la antigua Praza de Toros de São João (1870-1987), en ruinas desde el sismo de la isla Terceira de 1980.